# Giovanni Battista Cavazza
Giovanni Battista Cavazza (Bologna, 1620 – ...) è stato un pittore italiano.

## Biografia
Fu pittore ed incisore e studiò a Bologna con Giacomo Cavedone e Guido Reni dipingendo poi per committenti pubblici e privati, soprattutto a Bologna. Nella chiesa della Nunziata vi sono degli affreschi dipinti da lui. Realizzò le seguenti incisioni:
- Crocifissione.
- Resurrezione.
- Morte di san Giuseppe.
- Assunzione della Vergine.